# Kaingáng (jezična porodica)
Caingangan, indijanska etnilingvistička porodica (Mason (1950), ili dioporodice gé, koja obuhvaća jezike i plemena Indijanaca nastanjenih po državama Paraná, Rio Grande do Sul i São Paulo. Predstavnici su joj: Kaingáng, Taven, Dorin, Gualatxí, Ivitorocai, Xokleng, Ibirayará, Nhacfateitei, Txiki (Chiqui), Cabelludo, Tain i Guaiana. Caingangan porodica dio je velike porodice Macro-Ge, a po nekima (Greenberg 1987.), dio je porodice Gé i naziva ju Ge-Kaingang. 
Mason (1950) koji je smatra posebnom porodicom velike porodice Macro-Ge, grana ju na sljedeće skupine:
- 1. Caingang: s 3 caingang jezika koja se govore u 3 države: São Paulo (Coroado) uključujući i Nyacfateitei; Paraná; Rio Grande do Sul.
- 2. Shocleng nazivana i Socré, chocré, xokren, bugre, botocudo, aweicoma, caa(i)gua.
- 3. Taven
  - Tain
  - Ingain (guayaná), 3: Patte, Chowa, Chowaca.
  - Ivitorocai
  - Gualacho (Coronado): Gualachí, Chiki, Cabelludo (Campero).
- 4. Dorin.[1]

## Vanjske poveznice
- Ethnologue (14th)
- Ethnologue (15th)

Ethnologue (16th)
- Kaingang  Arhivirana inačica izvorne stranice od 4. ožujka 2016. (Wayback Machine)